# مارک هانت
مارک هانت (انگلیسی: Mark Hunt؛ زادهٔ ۲۳ مارس ۱۹۷۴) ورزشکار هنرهای رزمی ترکیبی و بوکسور اهل نیوزیلند است.